# Канадський полк спеціальних операцій
Канадський полк спеціальних операцій (англ. Canadian Special Operations Regiment, CSOR, фр. Régiment d'opérations spéciales du Canada, ROSC) — елітний підрозділ збройних сил Канади, складова частина Канадського командування сил спеціальних операцій (CANSOFCOM). Як підрозділ сил спеціального призначення виконує завдання з проведення комплексних або складних рейдів, захоплення стратегічних об'єктів і здійснення розвідки. Здатний також працювати зі збройними силами інших держав. 

## Історія підрозділу
Військова частина сягає корінням Першої групи військ спеціального призначення (FSSF) — канадсько-американського підрозділу спецпризначенців, утвореного в 1942 році і прозваного «бригадою диявола» за відважні нічні наскоки на німецькі війська на плацдармі Анціо.
Нинішній підрозділ уособлює спадкоємність бойової звитяги FSSF.
Набір до нього відбувся на початку 2006 року, і перші відбіркові табірні збори пройшли приблизно 175 кандидатів до цього підрозділу.
13 серпня 2006 року на базі канадських збройних сил «Петавава», визначеній як місце постійної дислокації підрозділу, відбулася офіційна церемонія, у якій взяли участь приблизно 250 вояків. Церемонія включала демонстрацію навичок, у т. ч. спуск по кодолі з вертольотів та стрибки з парашутом як статичні, так і у вільному падінні. Також було оголошено, що друга серія вишколу новобранців відбудеться на початку 2007 року. Першими командиром і старшиною полку стали підполковник Джеймі Гаммонд і старший прапорщик Джеральд Шайдл. Наступними командними парами були підполковник Грег Сміт і старший прапорщик Деніел Бріссетт, підполковник Джон Васс і старший прапорщик Деніел Бріссет, підполковник Генк Селец і старший прапорщик Том Вернер і підполковник Стівен Гантер і старший прапорщик Л. Майк Ґолі.
24 червня 2011 року полк зазнав своїх перших втрат: у небойовому інциденті, несучи службу в афганській провінції Кандагар, загинув капрал Френсіс Рой.
2013 року підрозділ брав участь у міжнародному змаганні сил спеціального призначення, що проходило в Йорданії, де посів третє місце після того, як команди китайської спеціальної поліції вибороли перші два місця.
У березні 2015 року в операції «Вплив» в Іраку від дружнього вогню поліг сержант Ендрю Джозеф Дойрон.

## Операції та військові навчання
Полк зберігав присутність в Афганістані з 2006 по 2014 рік на підтримку місії Канади в Афганістані.
Під егідою Програми МЗС Канади, націленій на зміцнення потенціалу у боротьбі зі злочинністю, полк провів вишкіл із Силами оборони Ямайки та із Силами оборони Белізу, що завершився навчанням «Тропічний кинджал».
Підрозділ бере участь у присвячених силам спеціальних операцій навчаннях «Флінтлок», які планують, координують і виконують африканські країни-партнери, а спонсорує Африканське командування збройних сил США.
Полк бере участь у зобов'язаннях CANSOFCOM щодо операції «Вплив» (англ. Operation Impact) — підтримки збройними силами Канади міжнародної військової інтервенції проти ІДІЛ в Іраку та Сирії.
Через наступ талібів 2021 року спецпризначенців полку було відряджено в Афганістан із метою допомогти співробітникам канадського посольства виїхати та знищити будь-що конфіденційне.
У січні 2022 року невеликий загін спецпризначенців полку розгорнуто в Україні. Підрозділ дістав завдання допомогти розробити план евакуації канадських дипломатів у випадку повномасштабного вторгнення Росії в Україну.

## Місця бойової слави
- Монте Каміно[18]
- Монте-ла-Діфенса - Монте-ла-Реметанея[18]
- Монте Майо[18]
- Анціо[18]
- Рим[18]
- Просування до Тібра[18]
- Італія 1943—1944[18]
- Південна Франція[18]
- Північно-Західна Європа, 1944 рік[18]
- Афганістан[19]

## Устрій

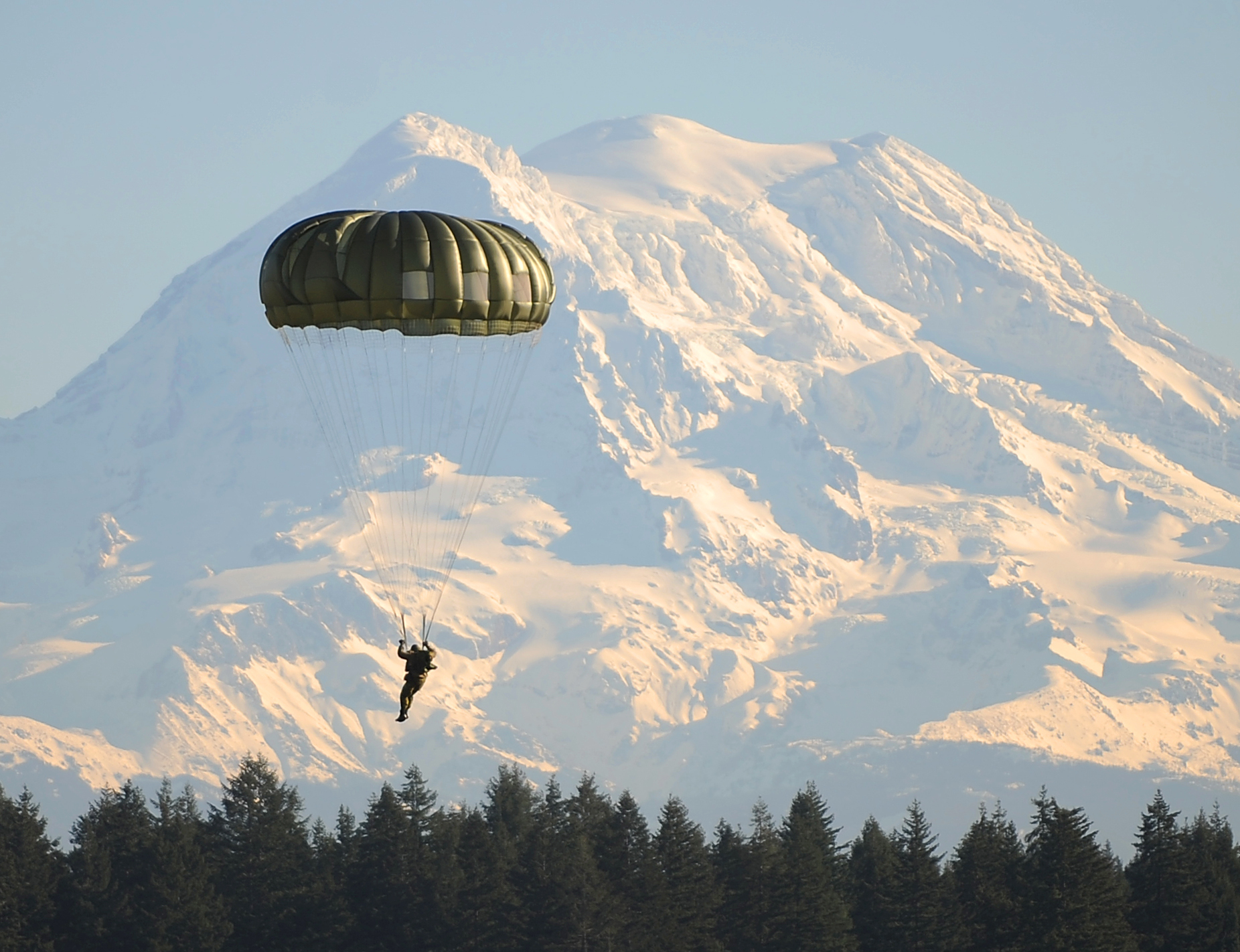
Канадський спецпризначенець спускається перед горою Рейнір на Форт Льюїс (Вашингтон)

Складаючись із військовослужбовців канадської армії, канадського королівського флоту і королівських військово-повітряних сил, полк входить до CANSOFCOM — спільного командування, підзвітного безпосередньо начальникові штабу оборони, відповідальному за забезпечення високомобільних сил спеціальних операцій постійної готовності, здатних діяти у всьому спектрі конфліктів у країні та за кордоном. 
CANSOFCOM складається з Канадського полку спеціальних операцій, 427-ї ескадрильї авіації спеціальних операцій та Канадського центру підготовки спеціальних операцій на базі «Петавава», 2-ї оперативно-тактичної групи (JTF-2) в національному столичному регіоні та Канадського об'єднаного підрозділу реагування на інциденти на базі канадських збройних сил «Трентон». 
До нинішнього командування полку входять командир підполковник Майкл Лапланте і полковий сержант-майор старший прапорщик Джеф Чалмер. 

## Канадське полкове об'єднання спеціальних операцій
У травні 2016 року зареєстровано Канадську асоціацію полку спеціальних операцій, засновану задля створення можливостей для надання ресурсів і послуг підтримки, у т. ч. навчання, соціально-побутового обслуговування, грантів на домашню освіту, послуг підтримки в надзвичайних ситуаціях і таке інше.